# Albatrellus confluens
Espèce
Albatrellus confluens est une espèce  de champignons basidiomycètes de la famille des Albatrellaceae.